# ボビー・ブラウン (フリースタイルスキーヤー)
ボビー・ブラウン（Bobby Brown、1991年6月5日 - ）は、アメリカ合衆国コロラド州デンバー出身のフリースキーヤー。種目はスロープスタイル・ビッグエア。使用しているスキー板のブランドはサロモン。

## 生い立ち
コロラド州出身であり、スキーをするには非常に恵まれた環境で育った。9歳の時に初めてスキーをする。それからは庭にランプやキッカーを作って遊んでいた。11歳の時にモーグルチームの一員として初めて大会に参加する。高校生になると友人とともにパークで滑るために毎週サミット郡にあるスキー場へ訪れていた。16歳でプロのフリースタイルスキーヤーとなり、2009年にはスキー場のあるコロラド州のブリッケンリッジに移り住んだ。 
スキー以外ではトランポリン、スケート、アートが趣味。

## 戦歴
ボビー・ブラウンの競技人生は2010年に華やかに幕を開ける。
2010年の1、2月で開催したデューツアーではスロープスタイルで2つのゴールドメダル、ビッグエアで1つのゴールドメダルを獲得。3月にフランスで開催したエックスゲームズのスロープスタイル種目ではシルバーメダル。8月にニュージーランドで開催したジュニア世界選手権のスロープスタイル種目で1位。2011年のAFP WORLD CHAMPIONSHIPSではスロープスタイル・ビッグエアー種目で2つのゴールドメダルを獲得。また、この年に史上初めてトリプルコーク1440を大会で決めたスキーヤーとなる。
また、2012年にはコロラド州アスペンで開催したエックスゲームズのビッグエアーでゴールドメダル、フランス・ティニュで開催したWinter X Games Europeのスロープスタイルでもゴールドメダルに輝き、初めて1シーズンにエックスゲームズで2つのゴールドメダルを獲得したスキーヤーとなった。
2014年にはアメリカ代表としてニック・ゲッパー、ジョス・クリステンセン、ガス・ケンワージーとともにソチオリンピックのスロープスタイル種目に出場、決勝まで進み9位。
2015年1月に開催したエックスゲームズではビッグエアでカナダのヴィンセント・ガニエに次ぐシルバーメダル。2016年も同様に2位になった。

## スポンサー
- サロモン
- Breckenridge
- GoPro
- Red Bull
- Skullcandy
- Smith
- Under Armour